# Opsirhina lechriodes
Opsirhina lechriodes là một loài bướm đêm thuộc họ Lasiocampidae. Chúng được tìm thấy ở New South Wales và Victoria.
Sải cánh dài khoảng 40 mm.
Ấu trùng ăn các loài Eucalyptus.

## Hình ảnh

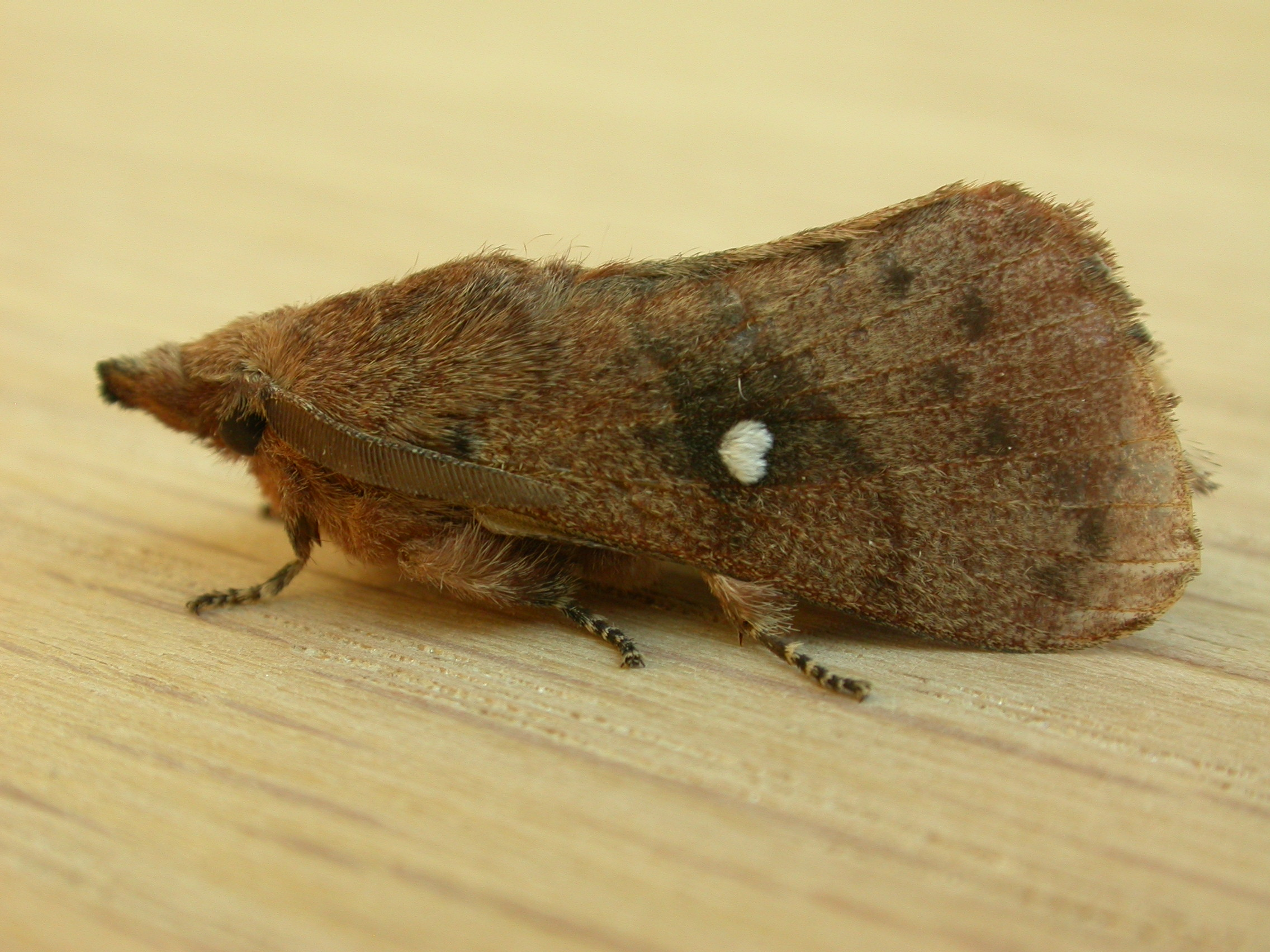
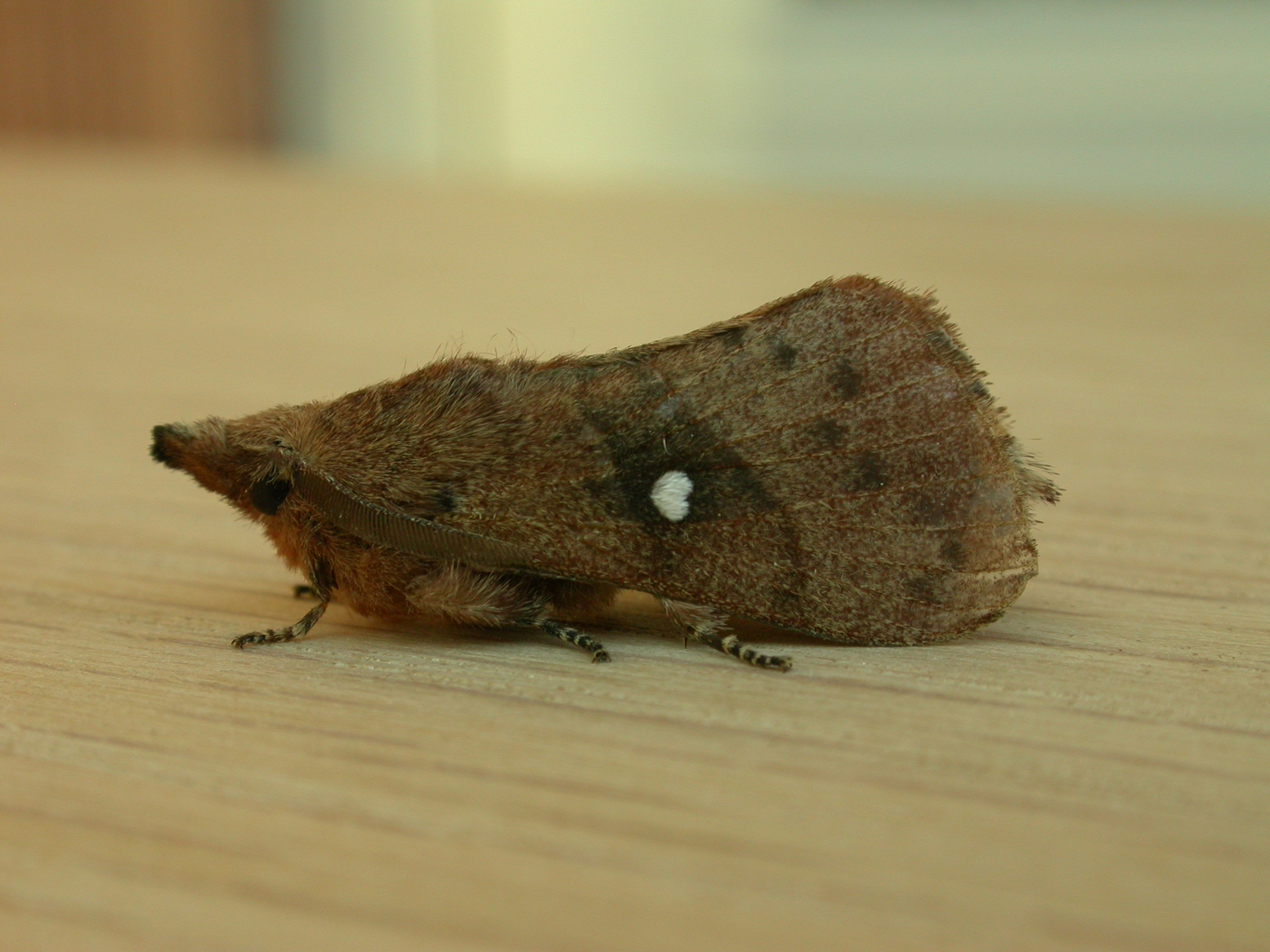
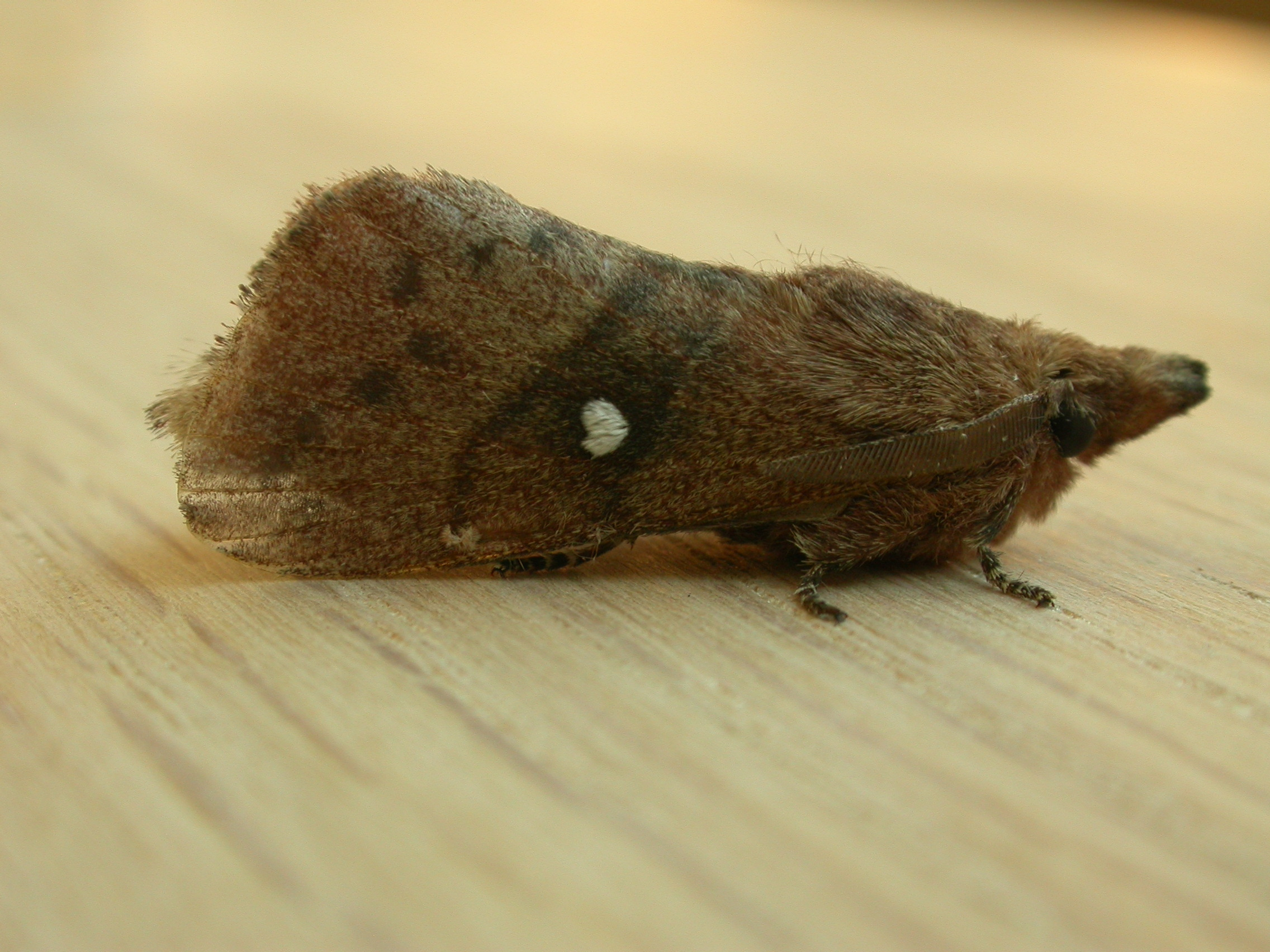
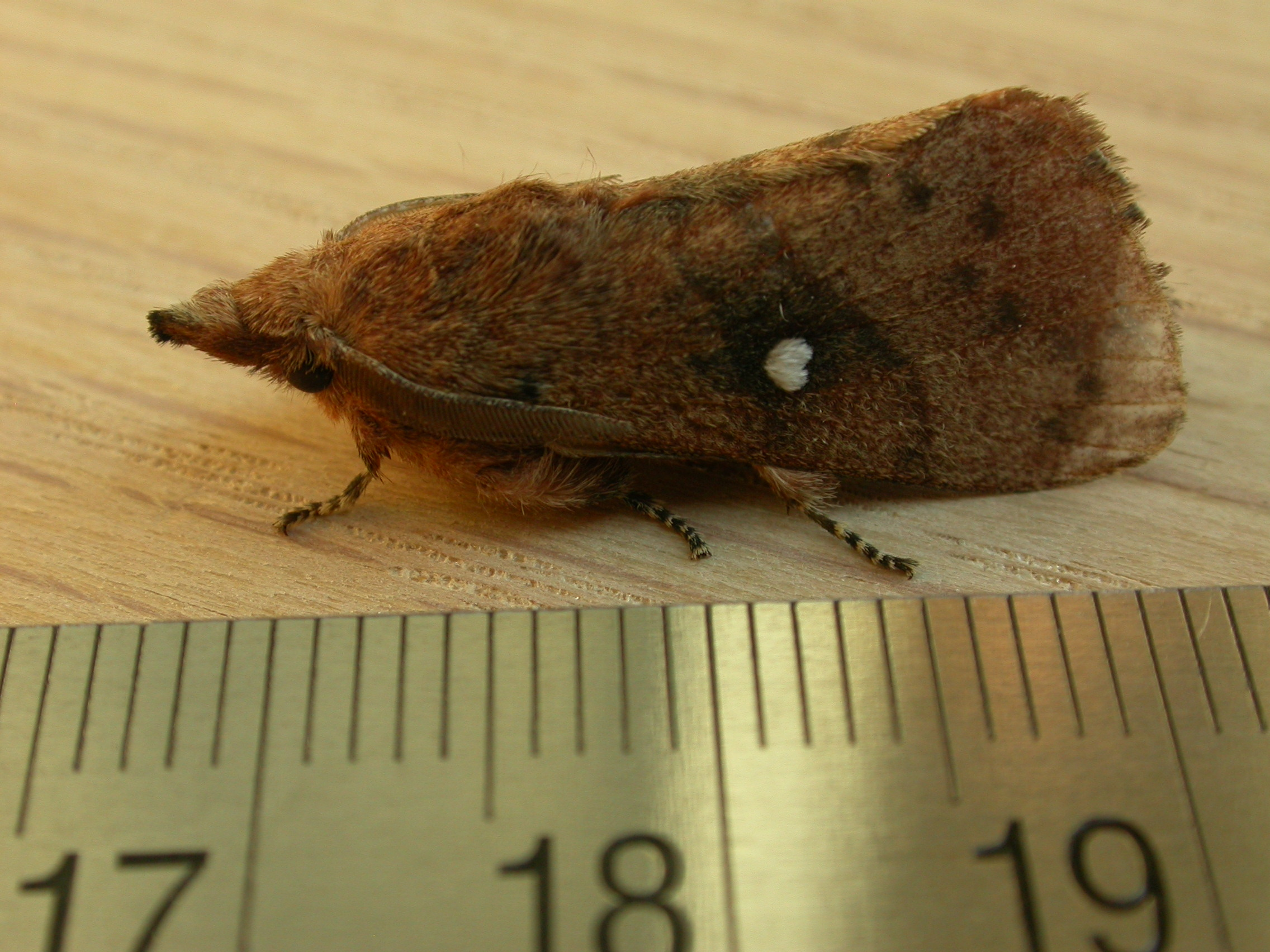